# Otste
Otste is een plaats in de Estlandse gemeente Hiiumaa, provincie Hiiumaa. De plaats heeft de status van dorp (Estisch: küla).
Otste lag tot in oktober 2013 in de gemeente Kõrgessaare, daarna tot in oktober 2017 in de gemeente Hiiu en sindsdien in de fusiegemeente Hiiumaa.

## Bevolking
Het dorp had 22 inwoners op 31 december 2011 en ook 22 inwoners op 31 december 2021.